# Игнатьев, Владислав Вячеславович
Владисла́в Вячесла́вович Игна́тьев (20 января 1987, Брежнев, Татарская АССР, СССР) — российский футболист, полузащитник.

## Клубная карьера
Футболом начал заниматься в 7 лет по предложению друга, которого в итоге из команды отчислили. На детском уровне играл практически на всех позициях, в том числе и центрального защитника, однако больше всего Владиславу нравилась позиция нападающего.

### 2004—2009

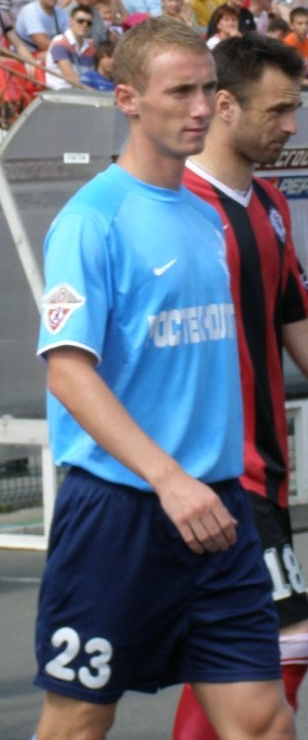
В составе «Крыльев Советов»

Профессиональную карьеру начал в 2004 году в нижнекамском «Нефтехимике», в 2006—2008 годах играл в «КАМАЗе» из города Набережные Челны. В 2009 году выступал за самарские «Крылья Советов», 10 апреля в 4-м туре чемпионата России провёл первый матч за новую команду против «Химок» (3:0), выйдя на замену во втором тайме. В этой игре сделал голевую передачу на Тимофея Калачёва, с которой был забит третий гол.
Через год отказался оставаться в «Крыльях Советов», несмотря на предложение продлить сотрудничество на улучшенных условиях, поскольку долго не получал зарплату и хотел играть в более стабильной команде. В декабре Игнатьев решил добиться расторжения контракта с «Крыльями Советов». 14 декабря Палата по разрешению споров РФС удовлетворила его заявление и разрешила переход в любой другой клуб.

### «Локомотив» (Москва)

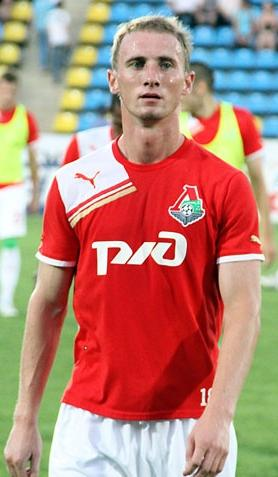
В составе «Локомотива»

25 декабря 2009 года Игнатьев подписал пятилетний контракт с московским «Локомотивом», руководство которого уже в течение года присматривалось к нему. До этого, помимо железнодорожников, на игрока претендовали «Зенит», «Рубин» и «Москва». Полузащитник был рад оказаться в «Локомотиве», сказав в интервью, что мечтал играть за эту команду с детства и даже отклонил более выгодное экономически предложение «Зенита», не исключив, однако, что мог бы перейти в ЦСКА к Леониду Слуцкому, если бы был приглашён армейцами. Предпочёл игровой номер «18», объяснив выбор следующим образом: «Когда мы обсуждали этот вопрос с друзьями, то решили так: 1 — это значит первый, а восьмёрка — символ бесконечности. Получается всегда первый».
Игнатьев считал, что будет выступать за «Локомотив» в качестве флангового полузащитника и рассчитывал попасть в сборную России, признавая, впрочем, что ему необходимо прогрессировать.
После возвращения из аренды Игнатьев начал подготовку к новому сезону в составе «Локомотива». После старта первенства забил три мяча, по одному в ворота «Ростова», «Краснодара» и «Томи». Ещё один мяч забил в Кубке России, поразив ворота «Енисея». После состоявшегося 6 ноября матча против ЦСКА вынужден был в течение нескольких дней восстанавливаться из-за полученного сотрясения головного мозга и гематомы ушной раковины.

#### Аренда в «Кубани»

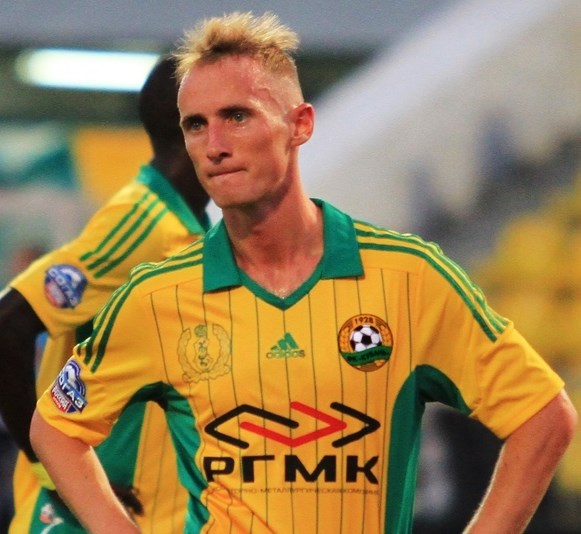
Игнатьев в составе «Кубани»

Пропустив начало сезона из-за травмы, Игнатьев так и не смог пробиться в основной состав «Локомотива», выступая за молодёжный. Такая ситуация, по словам игрока, «угнетала» его, и 28 августа 2010 года официальный сайт «Локомотива» сообщил, что игрок на правах аренды с правом выкупа до конца сезона перешёл в «Кубань». В интервью «Спорт-Экспрессу» Игнатьев подчеркнул, что отношение главного тренера «Локомотива» Юрия Сёмина ему «льстило», но он благодарен президенту «Локомотива» Ольге Смородской, «сумевшей понять» и решившей отпустить его в Краснодар. Игрок сказал, что больше не мог сидеть в запасе «Локомотива» и в итоге пошёл на значительное снижение зарплаты ради возможности снова выходить на поле. На Кубани же ему «нравится всё — климат, команда, главный тренер, отношение к футболу жителей края». Со своей стороны, Сёмин публично выразил неудовольствие уходом Игнатьева, сказав, что рассчитывал на него и узнал о его уходе уже 29 августа.
Получив номер 87, дебютировал в составе «Кубани» 3 сентября в выездном матче 28-го тура первенства против «КАМАЗа» (2:1). Встреча примечательна тем, что победный гол в ней забил вратарь «Кубани» Александр Будаков. В третьем матче за «Кубань», когда она принимала на своём поле «Урал» (3:0), Игнатьев вышел на замену на 80-й минуте и за оставшееся время успел отдать свою первую голевую передачу в составе клуба — на нападающего Сергея Давыдова, который забил второй и третий голы «Кубани» в этом матче.
14 октября на 1-й добавленной минуте первого тайма матча 35-го тура первенства против клуба «Краснодар» (1:0) Игнатьев забил свой первый гол за «Кубань». Сам Игнатьев посвятил этот гол родным и близким, а также людям, которые помогли состояться его переходу в клуб. После игры он признался, что в его жизни до этой встречи не было матчей такого накала, и он приложит все усилия, чтобы играть ещё лучше, поскольку ему есть кому и что доказывать.
По результатам опроса болельщиков «Кубани» Игнатьев был признан лучшим игроком команды в октябре. Всего в том сезоне провёл за клуб 13 матчей, забил один гол и стал вместе с командой победителем Первого дивизиона. 6 декабря появилось сообщение о том, что Игнатьев покинул клуб ввиду завершения срока аренды, однако руководство команды вело переговоры о продлении трудовых отношений. При этом 9 декабря в заявлении пресс-службы «Локомотива» было объявлено, что руководством клуба принято решение отказать «Кубани» в выкупе трансфера.

### 2012—2021
29 мая 2012 года перешёл в «Краснодар».
28 мая 2013 было сообщено, что достигнута договорённость о переходе Игнатьева в «Кубань», за которую он уже выступал ранее на правах аренды. В декабре 2015 года расторг контракт из-за долгов по зарплате.
10 февраля 2016 года вновь стал игроком «Локомотива».

### «Рубин»
30 июня 2021 года перешел в казанский «Рубин», подписав контракт на один год.

## В сборной
Дебютировал за российскую сборную 14 ноября 2015 в товарищеском матче против сборной Португалии, заменив на 77-й минуте Павла Мамаева.

## Достижения

### Командные
«Кубань»
- Победитель Первого дивизиона России 2010
- Финалист Кубка России: 2014/2015

 «Локомотив»
- Чемпион России: 2017/18
- Обладатель Кубка России: 2016/17, 2018/19, 2020/21
- Серебряный призёр чемпионата России: 2018/19, 2019/20
- Бронзовый призёр чемпионата России: 2020/21
- Обладатель Суперкубка России: 2019

### Личные
В списках 33 лучших футболистов чемпионата России (2): № 2 — 2018/19, № 3 — 2017/18

## Личная жизнь
В семье Владислава Игнатьева занимался спортом отец, участвовавший в лыжных гонках на любительском уровне. Владислав с детства болеет за «Манчестер Юнайтед» и за родной «КАМАЗ», кроме того, интересуется хоккеем, переживая за «Ак Барс» и «Вашингтон Кэпиталз». Свободное время предпочитает проводить за просмотром кино, игрой в боулинг. Из музыки слушает R'n'B. Своими кумирами в футболе считает Андрея Тихонова и Криштиану Роналду.

## Статистика выступлений

### Сборная России
| № | Дата           | Оппонент   | Счёт | Голы | Турнир                    |
| - | -------------- | ---------- | ---- | ---- | ------------------------- |
| 1 | 14 ноября 2015 | Португалия | 1:0  | —    | Товарищеский матч         |
| 2 | 17 ноября 2015 | Хорватия   | 1:3  | —    | Товарищеский матч         |
| 3 | 14 ноября 2017 | Испания    | 3:3  | —    | Товарищеский матч         |
| 4 | 20 ноября 2018 | Швеция     | 0:2  | —    | Лига наций УЕФА 2018/2019 |
| 5 | 24 марта 2019  | Казахстан  | 4:0  | —    | Отборочные матчи ЧЕ-2020  |

Итого: 5 матчей / 2 победы, 1 ничья, 2 поражения.

## В медиафутболе
В апреле 2024 года присоединился к медиафутбольной команде БАМOVETS.